# Jezerce
Jezerce is een plaats in de gemeente Plitvička Jezera in de Kroatische provincie Lika-Senj. De plaats telt 298 inwoners (2001).